# UFC Light Heavyweight Championship
Il Light Heavyweight Title era conosciuto come Middleweight Title prima di UFC 31 (4 maggio 2001).
Il titolo dei pesi mediomassimi UFC è stato unificato con il titolo dei pesi medi Pride l'8 settembre 2007, quando Quinton Jackson sconfisse Dan Henderson a UFC 75.

## Campionato dei pesi mediomassimi (da 84 a 93 kg)
| Nome | Data                         | Luogo                      | Difese |
| --- | ---------------------------- | -------------------------- | --- |
| Frank Shamrock batté Kevin Jackson | 21 dicembre 1997 (UFC Japan) | Yokohama, Giappone         | - batté Igor Zinoviev a UFC 16 il 13 marzo 1998 - batté Jeremy Horn a UFC 17 il 15 maggio 1998 - batté John Lober a UFC Brazil il 16 ottobre 1998 - batté Tito Ortiz a UFC 22 il 24 settembre 1999 |
| Shamrock rinunciò al titolo il 24 novembre 1999 quando si ritirò dall'UFC citando una mancanza di competizione |                              |                            | |
| Tito Ortiz batté Wanderlei Silva | 11 gennaio 2000 (UFC 25)     | Tokyo, Giappone            | - batté Yuki Kondo a UFC 29 il 16 dicembre 2000 - batté Evan Tanner a UFC 30 il 23 febbraio 2001 - batté Elvis Sinosic a UFC 32 il 29 giugno 2001 - batté Vladimir Matyushenko a UFC 33 il 28 settembre 2001 - batté Ken Shamrock a UFC 40 il 22 novembre 2002 |
| Randy Couture batté Chuck Liddell per il titolo ad interim | 6 giugno 2003 (UFC 43)       | Las Vegas, Stati Uniti     | |
| Randy Couture batté Tito Ortiz | 26 settembre 2003 (UFC 44)   | Las Vegas, Stati Uniti     | |
| Vítor Belfort | 31 gennaio 2004 (UFC 46)     | Las Vegas, Stati Uniti     | |
| Randy Couture (2) | 21 agosto 2004 (UFC 49)      | Las Vegas, Stati Uniti     | |
| Chuck Liddell | 16 aprile 2005 (UFC 52)      | Las Vegas, Stati Uniti     | - batté Jeremy Horn a UFC 54 il 20 agosto 2005 - batté Randy Couture a UFC 57 il 4 febbraio 2006 - batté Renato Sobral a UFC 62 il 26 agosto 2006 - batté Tito Ortiz a UFC 66 il 30 dicembre 2006 |
| Quinton Jackson | 26 maggio 2007 (UFC 71)      | Las Vegas, Stati Uniti     | - batté Dan Henderson a UFC 75 l'8 settembre 2007 |
| Forrest Griffin | 5 luglio 2008 (UFC 86)       | Las Vegas, Stati Uniti     | |
| Rashad Evans | 27 dicembre 2008 (UFC 92)    | Las Vegas, Stati Uniti     | |
| Lyoto Machida | 23 maggio 2009 (UFC 98)      | Las Vegas, Stati Uniti     | - batté Mauricio Rua a UFC 104 il 24 ottobre 2009 |
| Mauricio Rua | 8 maggio 2010 (UFC 113)      | Montréal, Canada           | |
| Jon Jones | 19 marzo 2011 (UFC 128)      | Newark, Stati Uniti        | - batté Quinton Jackson a UFC 135 il 24 settembre 2011 - batté Lyoto Machida a UFC 140 il 10 dicembre 2011 - batté Rashad Evans a UFC 145 il 21 aprile 2012 - batté Vítor Belfort a UFC 152 il 22 settembre 2012 - batté Chael Sonnen a UFC 159 il 27 aprile 2013 - batté Alexander Gustafsson a UFC 165 il 21 settembre 2013 - batté Glover Teixeira a UFC 172 il 26 aprile 2014 - batté Daniel Cormier a UFC 182 il 3 gennaio 2015 |
| Il 28 aprile, Jones fu privato del titolo a causa dell'accusa di omissione di soccorso dopo aver causato un incidente automobilistico. |                              |                            | |
| Daniel Cormier batté Anthony Johnson | 23 maggio 2015 (UFC 187)     | Las Vegas, Stati Uniti     | - batté Alexander Gustafsson a UFC 192 il 3 ottobre 2015 - batté Anthony Johnson a UFC 210 l'8 aprile 2017 - batté Volkan Oezdemir a UFC 220 il 20 gennaio 2018 |
| Jon Jones batté Ovince Saint Preux per il titolo ad interim | 23 aprile 2016 (UFC 197)     | Las Vegas, Stati Uniti     | |
| Il 9 novembre 2016, Jones fu privato del titolo ad interim a causa della sospensione di 1 anno relativa ad una positività ad un test antidroga pre-match.                                                                                                |                              |                            | |
| Il 29 luglio 2017, Jones vinse il titolo a UFC 214, ma ne fu privato il 13 settembre 2017, in quanto la sua vittoria è stata ribaltatata in un No Contest a causa di una positività ad un test antidroga pre-match. Il titolo fu riconsegnato a Cormier. |                              |                            | |
| Il 28 dicembre 2018, Cormier rese vacante il titolo, 174 giorni dopo la vittoria del titolo nei pesi massimi. |                              |                            | |
| Jon Jones (2) batté Alexander Gustafsson | 29 dicembre 2018 (UFC 232)   | Inglewood, Stati Uniti     | - batté Anthony Smith a UFC 235 il 2 marzo 2019 - batté Thiago Santos a UFC 239 il 6 luglio 2019 - batté Dominick Reyes a UFC 247 l'8 febbraio 2020 |
| Il 17 agosto 2020, Jones rese il titolo vacante a causa di dispute contrattuali con la UFC e per la volontà di salire di categoria di peso. |                              |                            | |
| Jan Błachowicz batté Dominick Reyes | 27 settembre 2020 (UFC 253)  | Abu Dhabi, Emirati Arabi   | - batté Israel Adesanya a UFC 259 il 6 marzo 2021 |
| Glover Teixeira | 30 ottobre 2021 (UFC 267)    | Abu Dhabi, Emirati Arabi   | |
| Jiří Procházka | 12 giugno 2022 (UFC 275)     | Kallang, Singapore         | |
| Il 23 novembre 2022, Procházka rese il titolo vacante a causa di un grave infortunio alla spalla. |                              |                            | |
| Jamahal Hill batté Glover Teixeira | 21 gennaio 2023 (UFC 283)    | Rio de Janeiro, Brasile    | |
| Il 14 luglio 2023, Hill rese il titolo vacante a causa di un grave infortunio al tendine d'Achille. |                              |                            | |
| Alex Pereira batté Jiří Procházka | 11 novembre 2023 (UFC 295)   | New York City, Stati Uniti | - batté Jamahal Hill a UFC 300 il 13 aprile 2024 - batté Jiří Procházka a UFC 303 il 29 giugno 2024 - batté Khalil Rountree Jr. a UFC 307 il 5 ottobre 2024 |
| Magomed Ankalaev | 8 marzo 2025 (UFC 313)       | Las Vegas, Stati Uniti     | |